# Мермут
Мермут (њем. Mermuth) општина је у њемачкој савезној држави Рајна-Палатинат. Једно је од 134 општинска средишта округа Рајн-Хунсрик. Према процјени из 2010. у општини је живјело 281 становника. Посједује регионалну шифру (AGS) 7140093.

## Географски и демографски подаци
Мермут се налази у савезној држави Рајна-Палатинат у округу Рајн-Хунсрик. Општина се налази на надморској висини од 440 метара. Површина општине износи 4,9 km². У самом мјесту је, према процјени из 2010. године, живјело 281 становника. Просјечна густина становништва износи 57 становника/km².